# DSA-161
La DSA-161 es una carretera perteneciente a la Red Secundaria de la Diputación Provincial de Salamanca que une la localidad de Armenteros con la carretera  AV-P-655 .

## Origen y Destino
La carretera  DSA-161  tiene su origen en Armenteros en la intersección con la carretera  DSA-160 , y termina en el término municipal de Armenteros,  en el Límite de la Provincia de Ávila, continuando por la carretera  AV-P-655 , formando parte de la Red de carreteras de Salamanca.